# Natalie Burton
Natalie Burton (Perth, 23 marzo 1989) è una cestista e allenatrice di pallacanestro australiana.

## Carriera
Con l'Australia ha disputato i Giochi olimpici di Rio de Janeiro 2016, i Campionati mondiali del 2014 e due edizioni dei Campionati oceaniani (2013, 2015).